# Taphronota verrucosa
Taphronota verrucosa är en insektsart som beskrevs av D. Keith McE Kevan 1975. Taphronota verrucosa ingår i släktet Taphronota och familjen Pyrgomorphidae. Inga underarter finns listade i Catalogue of Life.